# Regenhose
Eine Regenhose ist eine Hose aus winddichtem und wasserabweisendem bzw. wasserdichtem Material, die üblicherweise mit einer Regenjacke kombiniert- und zumeist über einer Alltagshose getragen wird. Um das Anziehen zu erleichtern, verfügen viele Modelle über einen Reißverschluss entlang der Hosenbeine.
Besonders beim Fahrrad- und Motorradfahren ist eine Regenhose eine sinnvolle Ergänzung zur Regenjacke, da die Beine aufgrund der sitzenden Körperhaltung besonders vom abperlenden Wasser der Jacke getroffen werden.
Viele Regenhosen haben ebenfalls einen Latz, wie bei der Latzhose, welche über die Schultern gespannt werden und das Rutschen der Regenhose verhindern sollen.
Zudem befinden sich am Ende beider Regenhosenbeine oft Schlaufen, die man über die Schuhsohle zieht und verhindern sollen, Wasser unter die Regenhose an die Alltagshose zu lassen.
Für Kinder ist sie auch als Schlamm-, Buddel- oder Matschhose bekannt. Hier bestehen mehrere Varianten. Eine Regenhose mit Träger kann besser an den Körper des Kindes angepasst werden. Auch gibt es Regenhosen mit wärmendem Innenfutter.